# Cantón de Évry-Norte
El cantón de Évry-Norte era una división administrativa francesa, que estaba situada en el departamento de Essonne y la región de Isla de Francia.

## Composición
El cantón estaba formado por una comuna, más una fracción de la comuna que le daba su nombre:
- Courcouronnes
- Évry (fracción)

## Supresión del cantón de Évry-Norte
En aplicación del Decreto nº 2014-230 de 24 de febrero de 2014, el cantón de Évry-Norte fue suprimido el 22 de marzo de 2015 y sus 2 comunas pasaron a formar parte del nuevo cantón de Évry.